# ژانگ پنگهوی
ژانگ پنگهوی (انگلیسی: Zhang Penghui؛ زادهٔ ۹ ژانویهٔ ۱۹۷۸) تیرانداز اهل چین بود. وی در بازی‌های المپیک تابستانی ۲۰۰۴ و ۲۰۰۸ حضور داشته‌است.